# Cò quăm mào Madagascar
Lophotibis cristata là một loài chim trong họ Threskiornithidae.

## Hình ảnh

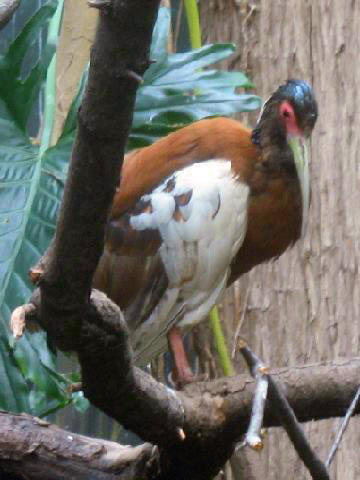
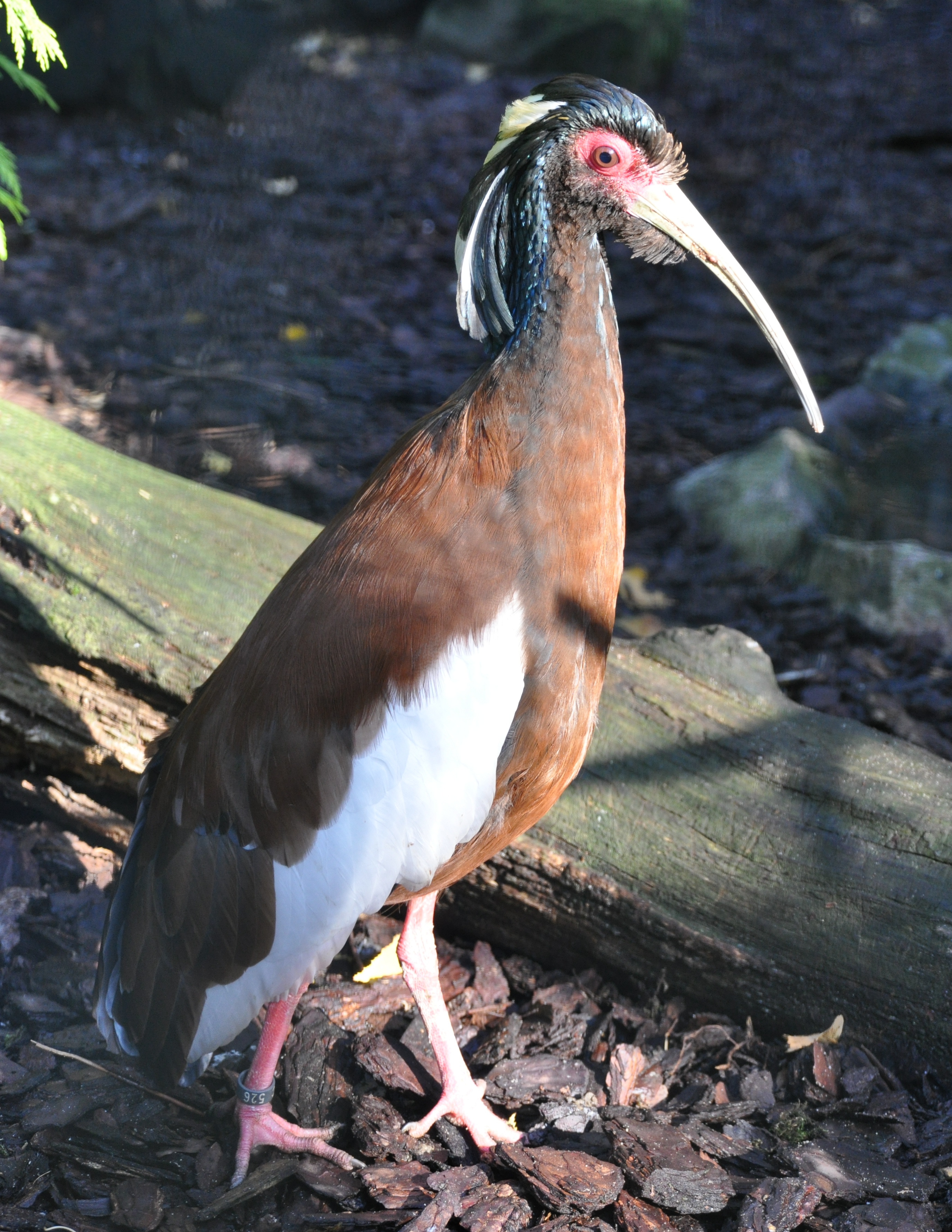
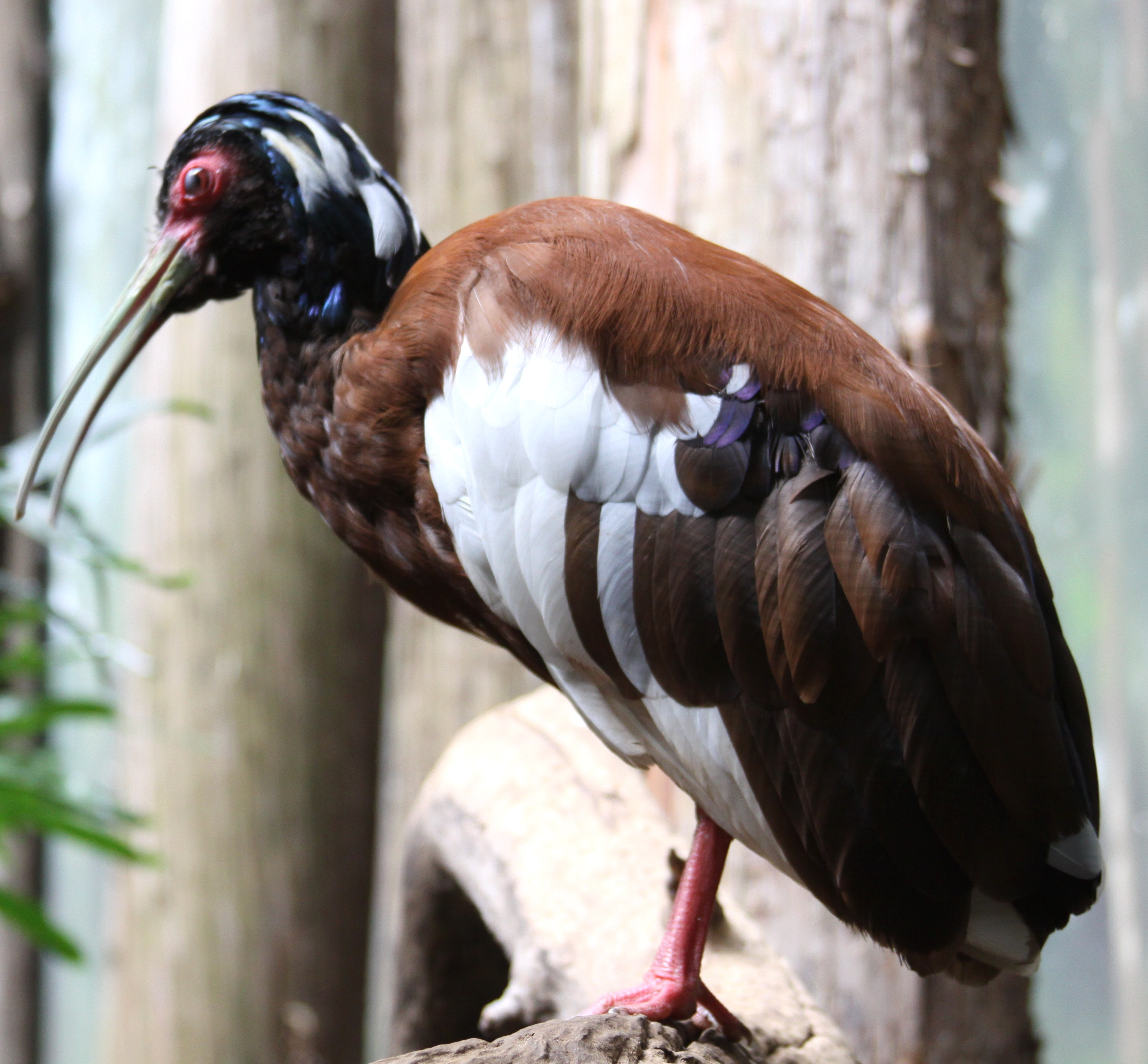